# Bocagea longipedunculata
Bocagea longipedunculata là loài thực vật có hoa thuộc họ Na. Loài này được Carl Friedrich Philipp von Martius mô tả khoa học đầu tiên năm 1841.

## Phân bố
Loài này có ở miền đông Brasil.